# Betty Mahmoody
Betty Mahmoody (* 9. Juni 1945 in Alma, Michigan als Elizabeth Lover) ist eine US-amerikanische Schriftstellerin, die vor allem durch ihr Buch und den darauf basierenden Film Nicht ohne meine Tochter und ihr Engagement für Kinderrechte bekannt wurde.

## Leben
Betty Mahmoody wuchs im Great Lakes Lowland im Mittleren Westen der USA auf. Im Alter von 29 Jahren lernte sie ihren späteren Ehemann Sayed Bozorg Mahmoody (1939–2009) kennen. Der aus dem Iran stammende Anästhesiologe war zuerst 1957 zum Studieren nach Großbritannien und 1961 dauerhaft in die USA ausgewandert, wo er unter anderem als Mathematikdozent sowie Ingenieur für die NASA tätig war. Das Paar heiratete 1977, womit auch Mahmoodys Konversion zum Islam verbunden war, und ließ sich in Texas nieder, wo 1979 die gemeinsame Tochter Mahtob Mahmoody zur Welt kam.
Im August 1984 reiste das Paar mit der vierjährigen Tochter für einen zunächst auf zwei Wochen begrenzten Familienurlaub in den Iran. Kurz vor der geplanten Rückreise verweigerte Sayed seiner Frau und seinem Kind, in die USA zurückzukehren, und soll ihrer Aussage nach auch nicht davor zurückgeschreckt haben, Betty Mahmoodys Proteste mit Gewalt und Hausarrest einzudämmen. Nach seiner Darstellung war mit der Reise in den Iran jedoch nicht nur ein Besuch seiner Familie, sondern auch die Absicht verbunden, als Arzt Kriegsverletzten des iranisch-irakischen Krieges zu helfen.
Weil Betty Mahmoody nicht erlaubt wurde, gemeinsam mit ihrer Tochter ohne ihren Gatten den Iran zu verlassen, nahm sie nach 18 Monaten im Februar 1986 die erste Gelegenheit zur Flucht wahr und verließ mitsamt ihrem Kind den Iran auf dem Landweg in Richtung Türkei, auf dem sie große Unterstützung durch örtliche Iraner, Kurden und Türken erhielten. Beide wurden von der US-Botschaft in der Türkei aufgenommen und in ihre Heimat geflogen. 1989 wurde die Ehe amtlich beendet.
Mahmoodys 1988 erschienenes Buch Nicht ohne meine Tochter (engl. Not without my daughter), das sie zusammen mit dem Journalisten William Hoffer verfasste, wurde für den Pulitzer-Preis nominiert und in viele Sprachen übersetzt. Es verkaufte sich weltweit über acht Millionen Mal. Allein in Deutschland wurden über zwei Millionen Exemplare abgesetzt. 1993 erschien ein zweites Buch unter dem Titel Aus Liebe zu meiner Tochter (engl. For the love of a child), das die Zeit nach ihrer Flucht beschreibt.
Weil ihr Mann gedroht haben soll, ihre Tochter aus den USA zu entführen, lebt sie heute unter geändertem Namen. Sie ist mittlerweile Mitglied der Evangelisch-Lutherischen Synode und gründete eine Organisation zum Schutz von Kindern, deren Eltern aus verschiedenen Kulturkreisen stammen, trat in Talkshows auf und wurde in mehreren Sorgerechtsprozessen als Zeugin angehört. Aufgrund ihrer Lobbyarbeit wurde 1993 der International Parental Kidnapping Act verabschiedet. Dieses US-Bundesgesetz stellt es unter Strafe, mit einem Kind unter 16 Jahren ohne Einwilligung des anderen Elternteils aus den USA auszureisen.
Ihr Ehemann versuchte jahrelang, öffentlich seine Sicht der Dinge zu erklären. Er behauptete, seine Frau sei nicht vor ihm und seiner Familie geflohen, sondern habe ihn verlassen und ihm seine Tochter genommen, außerdem habe er nie die Hand gegen seine Frau erhoben. Im 2002 veröffentlichten Dokumentarfilm Ohne meine Tochter (engl. Without my daughter) wurde ein detaillierter Blick auf seine Perspektive geworfen und auf seine erfolglosen Versuche, mit seiner Tochter Kontakt aufzunehmen. Er starb im August 2009 in Teheran an einem Nierenleiden.
Ihre Tochter Mahtob Mahmoody litt jahrelang unter der Angst, vom Vater verfolgt zu werden und schrieb darüber in ihrem Buch Endlich frei! (engl. My name is Mahtob). Sie ist Kinderpsychologin, praktizierende lutherische Christin, pflegt aber ebenfalls ihre iranische Kultur, unter anderem in Form des Festes Nouruz.

## Verfilmung
Auf Betty Mahmoodys Erfahrungen basiert der 1991 gedrehte US-amerikanische Spielfilm Nicht ohne meine Tochter, in dem Sally Field die Hauptrolle übernahm.

## Rezension
Buch und Film wurden von Exil-Iranern und vielen Muslimen als rassistisch, verallgemeinernd und diffamierend bewertet. Mahmoodys Darstellung sei, Kritikern zufolge, zu einseitig, widersprüchlich und dramaturgisch übertrieben. Dem entgegen steht das Argument, dass das Buch keine wissenschaftliche Arbeit über die gesellschaftlichen Strukturen des Irans darstellt, sondern lediglich ihre persönlichen Erfahrungen und Erlebnisse wiedergibt.
Zu den Büchern, die sich kritisch mit ihrem Buch auseinandersetzen, gehört Nicht ohne die Schleier des Vorurteils der in Berlin lebenden iranischen Politologin, Übersetzerin und Frauenrechtlerin Nasrin Bassiri.
In ihrem Buch Aus Liebe zu meiner Tochter schreibt Betty, dass jegliche Verallgemeinerungsvorwürfe ungerechtfertigt seien und dass sie in ihrem Buch Nicht ohne meine Tochter niemals pauschal alle Iraner als bösartig, rückständig oder frauenfeindlich darstellen wollte. 

„Seit dem Tag meiner Ankunft in Teheran hatte ich mit den Iranern gelitten, die während der Islamischen Revolution und des Krieges mit dem Irak so viel durchgemacht hatten. Nie hatte ich einen Zweifel daran gehabt, dass für mein persönliches Elend nur ein Mensch verantwortlich war: mein Mann. Ich habe nie allgemeine Urteile über die Iraner gefällt, erst recht nicht, nachdem so viele meine Freunde geworden waren und mir bei der Flucht geholfen hatten.“

## Veröffentlichungen
- mit William Hoffer: Nicht ohne meine Tochter. Bergisch Gladbach 1991, ISBN 3-404-25590-9.
- Aus Liebe zu meiner Tochter – Die Zeit nach der Flucht. Bergisch Gladbach 1992, ISBN 3-7857-0628-6.